# Lasse Vigen Christensen
Lasse Vigen Christensen (* 15. August 1994 in Esbjerg) ist ein dänischer Fußballspieler. Er spielt bei ADO Den Haag und war dänischer Nachwuchsnationalspieler.

## Karriere

### Verein
Christensen begann mit dem Fußballspielen bei Esbjerg fB und wechselte 2010 in die Jugend des FC Midtjylland. Nach zwei Jahren zog es ihn nach England in die Academy des FC Fulham. Nach diversen Einsätzen in der U21-Elf spielte er am 4. Januar 2014 beim 1:1 in der dritten Runde des FA Cups bei Norwich City erstmals bei der Profimannschaft. Diese stieg zum Ende der Saison 2013/14 aus der Premier League ab. Am 1. Oktober erzielte er beim 4:0-Sieg am 10. Spieltag gegen Bolton Wanderers sein erstes Tor im Punktspielbetrieb. In dieser Saison kam er auf insgesamt 25 Einsätze und fünf Tore. Weitere Einsätze blieben ihm auch wegen einer Oberschenkelverletzung verwehrt. Eine Saison später spielte Christensen in 27 Partien (ein Tor), in der Saison 2016/17 kam er 16-mal zum Einsatz.
Im Juli 2017 kehrte Christensen nach Dänemark zurück und schloss sich Brøndby IF an. Er unterschrieb einen Vierjahresvertrag. In seiner ersten Saison in Brøndby im Kopenhagener Ballungsraum kam er regelmäßig zum Einsatz, stand aber nicht oft in der Startelf. In dieser Saison spielte Brøndby IF mit dem deutschen Trainer Alexander Zorniger lange Zeit um die Meisterschaft und war Tabellenführer, musste zum Saisonende allerdings dem FC Midtjylland den Vortritt lassen. Dafür gewann Brøndby den dänischen Pokal. In der Folgesaison konnte der Verein nicht an die Leistungen aus der Saison 2017/18 anknüpfen, weshalb Zorniger im Februar 2019 entlassen wurde. Christensen war unter ihm sowie dem Interimstrainer Martin Retov, der als Aktiver von 2008 bis 2010 bei Hansa Rostock unter Vertrag stand, in der regulären Saison zum Stammspieler aufgestiegen und wurde dabei zumeist als zentraler Mittelfeldspieler eingesetzt. Den Beginn der Meisterrunde verpasste er aufgrund einer Leistenverletzung, zum Saisonende qualifizierte sich Brøndby IF für die Europa League, nachdem man sich in den Play-offs gegen Randers FC durchsetzen konnte. Im dänischen Pokal wurde erneut das Finale erreicht, hier musste sich Brøndby IF allerdings nach Elfmeterschießen dem FC Midtjylland geschlagen. Zur Saison 2019/20 wurde Niels Frederiksen neuer Trainer des Vereins aus dem westlichen Kopenhagener Ballungsraum und unter ihm war Christensen zunächst gesetzt, ehe er sich eine Leistenzerrung zuzog. Nachdem er sich nach seinem Startelfeinsatz gegen SønderjyskE – seinem ersten Spiel nach seiner verletzungsbedingten Pause – eine Leistenverletzung zuzog, fiel er erneut einige Zeit aus. Als Christensen sich auskuriert hatte, kämpfte er sich nach und nach in die Stammelf von Brøndby IF zurück. Die Saison 2020/21 war die vierte und letzte Saison des Dänen im Trikot der Vestegnen, hier kam er – in der regulären Saison sowie in der Meisterrunde – zu 27 Einsätzen, stand aber selten in der Startformation. Zum Saisonende gewann Brøndby IF die dänische Meisterschaft, zum ersten Mal seit 2005.
Nachdem sein Vertrag zum 30. Juni 2021 auslief, schloss er sich in Belgien dem Erstligisten SV Zulte Waregem, wo er einen Zweijahresvertrag mit einer Option auf eine Verlängerung um ein weiteres Jahr unterschrieb, an. Christensen war anfänglich, mal auf der Position des zentralen Mittelfeldspielers, mal als offensiver Mittelfeldspieler eingesetzt, Stammspieler, kam aber in der Folgezeit nicht häufig zum Einsatz. Zulte Waregem befand sich im Abstiegskampf und stand zwischenzeitlich auf dem Relegationsplatz, konnte sich aber mit Platz 16 direkt retten. Die persönliche sportliche Situation von Christensen änderte sich im neuen Jahr nicht, denn er war weiterhin über weite Strecken der Hinrunde kein Stammspieler. Daher verließ er Belgien im Februar 2023 und kehrte nach Dänemark zurück, wo er sich bis zum Sommer 2023 Silkeborg IF anschloss. Dort angekommen, kam Christensen regelmäßig zum Einsatz, stand aber nicht oft in der Startelf. Silkeborg IF hatte vor seiner Ankunft noch in der UEFA Europa Conference League gespielt, nun mussten sie in die Abstiegsrunde, konnte aber dort den Klassenerhalt schaffen. Christensen’s Zeit bei diesem Verein war nach ein paar Monaten wieder beendet und er war in der Folge kurz vereinslos, ehe er sich im September 2023 dem niederländischen Zweitligisten ADO Den Haag anschloss. In seinem ersten Jahr in Den Haag, in der die niederländische Regierung ihren Sitz hat, war er nur phasenweise Stammspieler. Mit fünf Vorlagen sowie zwei selbst erzielten Toren trug er zur Qualifikation des Vereins für die Auf-und-Abstiegs-Play-offs bei. Dort scheiterte ADO Den Haag im Halbfinale an Excelsior Rotterdam.

### Nationalmannschaft
Christensen absolvierte sieben Einsätze für die dänische U16-Nationalelf und nahm mit der U17 an der Europameisterschaft 2011 in Serbien teil. Dabei kam er zu vier Einsätzen und erreichte mit der Mannschaft das Halbfinale, in dem sie gegen Deutschland ausschieden. Durch die Halbfinalteilnahme qualifizierte sich Christensen mit seiner Mannschaft für die Weltmeisterschaft in Mexiko, bei der die dänische U17 nach der Vorrunde ausschied. Sein letztes Spiel für diese Altersklasse war das 1:1 im letzten Gruppenspiel am 27. Juni 2011 gegen Australien. Christensen kam für die U17 zu 24 Einsätzen und erzielte hierbei zwei Tore.
In der Folgezeit hatte Christensen achtmal für die U18-Auswahl und für die dänische U19 gespielt, ehe er am 14. August 2013 im Testspiel in Dungannon gegen Nordirland für die U21 debütierte. Er qualifizierte sich mit der dänischen U21-Nationalelf sowohl für die Europameisterschaft 2015 in Tschechien als auch für die Endrunde 2017 in Polen und gehörte bei beiden Turnieren zum dänischen Aufgebot. Sowohl bei der EM-Endrunde in Polen, bei der die dänische Mannschaft das Halbfinale erreichte, als auch bei der EM in Tschechien, bei der die Auswahl nach der Gruppenphase ausschied, kam Christensen in allen Partien zum Einsatz. Der 4:2-Sieg im letzten Gruppenspiel bei der U21-EM in Polen gegen Tschechien war das letzte Spiel für diese Altersklasse nach 38 Partien (fünf Tore).